# Silly Boy Blue

Ana Benabdelkarim, dite Silly Boy Blue, est une auteure-compositrice-interprète française, née en 1996 à Nantes. 

## Biographie
Silly Boy Blue, née à Nantes, est d'origine marocaine par son père. Elle est auteure-compositrice-interprète et tire son nom de scène du titre Silly Boy Blue de David Bowie,. Silly Boy Blue écrit et chante uniquement en anglais dans un registre « pop mélancolique et sentimental », avec des chansons d’amour.
Après ses études et un mémoire sur l’androgynie en musique, elle travaille comme journaliste à France 24. En 2015, à l'âge de 19 ans, elle rejoint comme chanteuse, bassiste et claviériste, le groupe Pégase. Puis elle se lance en solo à partir de 2018 avec son premier EP, But You Will,, dont le titre  évoque un dialogue du film Eternal Sunshine of the Spotless Mind. En 2019, après avoir reçu le prix des iNOUïS du Printemps de Bourges, elle abandonne ses études et le journalisme pour se consacrer entièrement à la musique.
Elle signe chez Sony Music Entertainment ses deux premiers albums. En juin 2021, parait le premier avec Breakup Songs. En mai 2023, elle sort un deuxième album avec Eternal Lover, et des chansons enregistrées entre la France et Londres.

## Discographie
- 2018 : But You Will (EP)
- 2021 : Breakup Songs, Columbia Records/Sony Music[8].
- 2023 : Eternal Lover, Columbia Records/Sony Music[12].

## Distinctions
- 2019 : Prix des iNOUïS du Printemps de Bourges[13].
- 2022 : Nomination aux Victoires de la musique dans la catégorie : Artiste ou groupe révélation de l'année[14].